# Älvsbyn
Älvsbyn (es tradueix com "el poble del riu") és una localitat i centre administratiu del Municipi d'Älvsbyn, al Comtat de Norrbotten, Suècia. L'any 2017 tenia 5.070 habitants.
Älvsbyn té una estació de ferrocarril que funciona amb trens que circulen entre Boden i Estocolm al llarg de la costa est sueca. També disposa d'un alberg juvenil amb un petit parc recreatiu, que inclou una piscina. Hi ha un club de futbol local anomenat Älvsby IF.